# 시간권

시간권(hour circle)은 적도 좌표계에서 천구의 북극과 남극을 연결한 대원을 뜻한다. 자오선은 시간권에 포함된다.
천문학에서 적위 및 거리(행성의 질량 중심으로부터의)와 함께 천체의 위치를 결정하는 시간권은 천체와 두 천구의 극을 통과하는 커다란 원이다. 이처럼 지상 관측자의 위치에서 지구 중심까지의 지형과 깊이를 고려한 천문학에서 정의하는 자오선보다 상위 개념이다. 구체적으로 말해 시간권은 천구의 적도에 수직(직각)인 완벽한 원이다. 대조적으로, 천구에서 보는 물체의 적위는 천구 적도에 대한 물체의 각도이다.(따라서 범위는 +90°에서 -90°까지이다)

## 같이 보기
- 자오권
- 적위